# جاك ليفلي
جاك ليفلي (بالإنجليزية: Jack Lively)‏ هو لاعب كرة قاعدة أمريكي، ولد في 29 مايو 1885 في جوبا في الولايات المتحدة، وتوفي في 5 ديسمبر 1967 في أراب في الولايات المتحدة.